# Bug orientale
Il Bug orientale anche detto Bug meridionale (in ucraino Південний Буг?, Pivdennyj Buh; in russo Южный Буг?, Južnyj Bug; in greco antico: Hypanis), talvolta traslitterato Buh, è un fiume lungo 857 km che scorre nella parte sudoccidentale dell'Ucraina.
Il fiume nasce in Podolia sull'altopiano Volino-Podolico 90 km a ovest della città di Chmel'nyc'kyj, nei pressi della foce il fiume si congiunge con il Dnepr a costituire un lungo estuario che termina nel Mar Nero.
Presso le sue foci sorgeva la colonia greca Olbia. Sulle sue rive si affacciano Chmel'nyc'kyj, Vinnycja, Pervomajs'k e Mykolaïv. A Mykolaïv si trova il porto omonimo.

## Affluenti
| Nome              | Cirillico         | Lato     | Distanza dalla foce [km] | Lunghezza [km] | Bacino [km²] |
| ----------------- | ----------------- | -------- | ------------------------ | -------------- | ------------ |
| Bužok             | Бужок             | sinistro | 711                      | 75             | 703          |
| Vovk              | Вовк              | destro   | 695                      | 71             | 915          |
| Ikva              | Іква              | sinistro | 669                      | 57             | 505          |
| Snyvoda           | Снивода           | sinistro | 614                      | 58             | 906          |
| Zhar              | Згар              | destro   | 602                      | 95             | 1160         |
| Desna             | Десна             | sinistro | 591                      | 80             | 1400         |
| Riv               | Рів               | destro   | 553                      | 104            | 1160         |
| Sil'nycja         | Сільниця          | destro   | 396                      | 67             | 830          |
| Sob               | Соб               | sinistro | 395                      | 115            | 2840         |
| Udyč              | Удич              | sinistro | 347                      | 56             | 861          |
| Dochna            | Дохна             | sinistro | 330                      | 68             | 1280         |
| Savran'           | Саврань           | sinistro | 281                      | 97             | 1770         |
| Synycja           | Синиця            | sinistro | 274                      | 78             | 765          |
| Kodyma            | Кодима            | destro   | 201                      | 149            | 2470         |
| Synjucha          | Синюха            | sinistro | 196                      | 111            | 16700        |
| Velika Korabel'na | Велика Корабельна | sinistro | 176                      | 45             | 550          |
| Bakšala           | Бакшала           | destro   | 140                      | 57             | 766          |
| Mertvovod         | Мертвовод         | sinistro | 103                      | 114            | 1820         |
| Čyčyklija         | Чичиклія          | destro   | 75                       | 156            | 2120         |
| Hynlyj Jelanec'   | Гнилий Єланець    | sinistro | 61                       | 103            | 1204         |
| Inhul             | Інгул             | sinistro | 0                        | 354            | 9890         |